# Adiantum dissimulatum
Adiantum dissimulatum är en kantbräkenväxtart som beskrevs av Jenm. Adiantum dissimulatum ingår i släktet Adiantum och familjen Pteridaceae. Inga underarter finns listade.